# الكلب جيك
جيك الكلب (بالإنجليزية: Jake the Dog)‏ هو شخصية خيالية وأحد الشخصيات الرئيسية في مسلسل الرسوم المتحركة الأمريكي وقت المغامرة من تأليف بيندليتون وارد. صوت جون ديماغيو. ظهر لأول مرة في الحلقة التجريبية.

## لمحة
جايك الكلب هو أفضل صديق لفين وكلب يمتلك قوى سحرية تسمح له باءمتداد أو التقلص إلى أي شكل وحجم يريده. وهو يبلغ مع العمر 28 سنة، جيك يتخذ موقفا مسترخي في معظم الحالات، ولكن يحب المغامرة وسيقاتل عندما يحتاج إليه شخص ما. كما أنه زوج السيدة ألوان، الذين التقى بها في المشروع التجريبي. مهامه تتظمن مساعدة فين في القتال ونقله إلى الأماكن البعيدة، ولكن يستخدم أيضا في بعض الأحيان أشكال الفرحة والظرافة. وهو ماهر جدا في العزف على الكمان.

## وصلات خارجية
- جيك الكلب على موقع ميوزك برينز (الإنجليزية)